# Archimesoblatta kopi
Archimesoblatta kopi  (лат.) — ископаемый вид тараканов рода Archimesoblatta из семейства Mesoblattinidae. Меловой период (барремский ярус, 129—125 млн лет). Россия: Забайкальский край (Чита, Черновские Копи, 52,0° N, 113,2° E). Размер надкрылий 14,6×4,6 мм. Жилки переднего крыла субпараллельные, проксимально сильно изогнутые.
Вид был впервые описан по отпечаткам в 2014 году словацким энтомологом П. Барной (Peter Barna; Geological Institute, Slovak Academy of Sciences, Братислава, Словакия) вместе с Rhipidoblattina lacunata, Blattula discors, Mongolblatta sanguinea, Rhipidoblatta grandis и другими новыми ископаемыми видами. Близок к вымершим видам Archimesoblatta shiva Engel et Fuente, 2012 (длина надкрылий 9,5 мм), Archimesoblatta altera (Vršanský, 1997), отличаясь более крупными размерами. Видовое название A. kopi дано по имени местонахождения типовых экземпляров (Черновские Копи).